# 熊野警察署
熊野警察署（くまのけいさつしょ）は、三重県警察が管轄する警察署の一つである。

## 所在地
- 三重県熊野市井戸町380

## 管轄区域
- 熊野市（旧南牟婁郡紀和町地域は紀宝警察署管内）

## 沿革
- 1948年（昭和23年）3月：旧警察法施行により、国家地方警察紀南第一地区警察署と自治体警察の木本町警察が発足。
- 1953年（昭和28年）1月1日 - 紀南第一地区警察署が木本地区警察署に改称。
- 1954年（昭和29年）
  - 1月1日 - 木本町警察署が廃止され、木本町が木本地区警察署の管轄となる。
  - 7月1日 - 新警察法施行により、三重県木本警察署となる。
  - 11月3日 - 三重県熊野警察署に名称変更
- 1975年（昭和50年）10月 - 新築移転（井戸町）

## 組織
- 会計課
  - 会計係
- 警務課
  - 警務係
  - 安全相談・被害者支援係
  - 留置管理係
- 生活安全刑事課
  - 生活安全係
  - 捜査庶務係
  - 捜査係
  - 鑑識係
- 地域交通課
  - 企画指導係
  - 地域係
  - 交通係
- 警備課
  - 警備係

## 警察官駐在所
| 警察官駐在所 | 自治体 | 所在地 |
| ------------ | ------ | ------ |
| 新鹿         | 熊野市 | 新鹿町 |
| 泊           | 熊野市 | 大泊町 |
| 金山         | 熊野市 | 金山町 |
| 有馬         | 熊野市 | 有馬町 |
| 神川         | 熊野市 | 神川町 |
| 五郷         | 熊野市 | 五郷町 |
| 飛鳥         | 熊野市 | 飛鳥町 |

### 廃止された警察官駐在所
- 熊野市 - 二木島（二木島町）